# Хини, Том
То́мас Хи́ни (англ. Thomas Heeney; 18 мая 1898, Гисборн — 15 июня 1984, Майами) — новозеландский и американский боксёр, представитель тяжёлой весовой категории. Выступал на профессиональном уровне в период 1920—1933 годов, владел титулом чемпиона Новой Зеландии, был претендентом на титул чемпиона мира в тяжёлом весе, но проиграл действующему чемпиону Джину Танни.

## Биография
Том Хини родился 18 мая 1898 года в городе Гисборн на Северном острове. Прежде чем стать известным спортсменом, в течение многих лет работал водопроводчиком в Новой Зеландии. Был известен как хороший пловец, так, в 1918 году удостоился бронзовой медали Королевского гуманитарного общества за спасение двух тонувших в море женщин (пытался также спасти и третью, но не успел).
Азы бокса постигал у своего отца и старшего брата Джека, который несколько раз становился чемпионом Новой Зеландии среди любителей в средней и полусредней весовых категориях. На профессиональном уровне Том дебютировал в 1920 году, вскоре завоевал титул чемпиона страны в тяжёлом весе. Позже выступал в Австралии, где также завоевал национальный титул, выходил на ринги Англии и Южной Африки. Одновременно с этим получил некоторую известность как игрок в регби.
В 1926 году переехал на постоянное жительство в США, победил нескольких сильных американских боксёров и в мировом рейтинге тяжеловесов поднялся до четвёртой позиции. Два года спустя встретился на ринге с бывшим чемпионом мира Джеком Шарки, их двенадцатираундовое противостояние окончилось ничьей раздельным решением. Затем победил по очкам Джека Делейни и удостоился права оспорить титул чемпиона мира, который на тот момент принадлежал Джину Танни. Титульный бой между ними состоялся в июле 1928 года на стадионе «Янки» в Нью-Йорке — боксёры обменивались ударами в течение одиннадцати раундов, в результате Танни победил техническим нокаутом и сохранил за собой чемпионский пояс.
Через неделю после неудачного титульного боя Хини женился на американке Мэрион Данн и получил американское гражданство. Впоследствии он ещё неоднократно выходил на ринг, оставался действующим профессиональным боксёром вплоть до 1933 года, проведя в общей сложности около 70 боёв.
Завершив спортивную карьеру, стал владельцем бара в Майами, штат Флорида. Участвовал во Второй мировой войне, служил в гражданском инженерном корпусе Военно-морского флота США. Находился в дружеских отношениях с известным американским писателем Эрнестом Хемингуэем, часто ходил вместе с ним на рыбалку.
Его жена Мэрион умерла в 1980 году. Сам он скончался чуть позже 15 июня 1984 года в возрасте 86 лет. Детей у них не было.
В 1996 году Том Хини был включён в Зал славы спорта Новой Зеландии.